# 발티스카야역 (상트페테르부르크 지하철)
발티스카야역(러시아어: Балтийская)은 러시아 상트페테르부르크 시에 있는 상트페테르부르크 지하철 키롭스코 비보륵스카야 선의 철도역이다. 이 역은 1955년 11월 15일에 개통되었다. 출입구는 발티스키 철도 터미널과 연결된다. 역 내부는 우랄 대리석의 장식이 사용되어 바다의 은색으로 장식되어 있다.